# ترکمن‌آباد
ترکمن‌آباد (به ترکمنی: Türkmenabat) (به ترکمنی: Türkmenabat، توٚرکمن آبات) یا چهارجوی 
(به ترکمنی: Çärjew، چأرجو) نام شهری است در ترکمنستان و مرکز استان لب‌آب است. اولین سرشماری عمومی ترکمنستان که در سال ۱۹۹۵ انجام شد، ۳۱۰۳ تاجیک را در جمعیت۴/۴ میلیون نفری (۰/۷ درصد) نشان داد که بیشتر آنها (۱۹۲۲ نفر) در استان‌های شرقی لب‌آب و ماری در مرزهای افغانستان و ازبکستان متمرکز شده‌اند. که این ایرانی‌تبار بودن مردم این منطقه را تأیید می‌کند این شهر همان آمُل، شهر کهن ایرانی در آسیای میانه است. آمل در سده‌های میانه به نام آمویه و امو معروف بود و بعداً در زمان تیموریان چهارجوی نام گرفت. دولت ترکمنستان به‌تازگی نام چهارجوی را به ترکمن‌آباد تغییر داده‌است.
این شهر در کرانه باختری رودخانه آمودریا قرار دارد و چهارراه راه‌های ترکمنستان و مرکز اتصال خطوط ریل و بندرگاه رودخانه‌ای مهم بین جمهوری ازبکستان و ترکمنستان است. این شهر دارای آب‌های جاری فراوان برای باغ‌داری و کشاورزی است.

## تاریخچه
آمل از شهرهای کهن ایرانی بود. برای آن‌که نام آن با آمل مازندران اشتباه نشود آن را آملِ کویر یا آملِ زَم نیز می‌گفتند. زم نام ایرانی قدیم شهری است در نزدیکی چهارجوی که امروزه کرکی نامیده می‌شود.آمودریا در اصل به معنای رود شهر آمو است. آمو کوتاه شدهٔ آمل است؛ اما این آمل در خراسان بوده‌است نه در طبرستان (مازندران امروزی). ولی نسب اصلی این قوم در آمل طبرستان بوده‌است. نام آمل برگرفته از نام آماردها بوده که به گفتهٔ ریچارد فرای، آملی کورت و کریستوفر برونر، آریایی بوده‌اند، و به مردمان سکا و داهه پیوند داده شده‌اند. نام شهر امروزی آمل برمی‌گردد به زندگی آنان در آن گستره. همچنین آن که دو آمل، یکی در مازندران و دیگری در گسترهٔ آمودریا، جای داشته که به مهاجرت قبیله ای ایرانی بنام آماردی یا مردی بازمی‌گردد. آمل (چهارجوی) در دوران‌های گوناگون بخشی از ایران بوده‌است. بنا بر قراردادی که میان نادرشاه و ابوالفیض خان، حاکم بخارا بسته شد آمودریا مرز طبیعی ایران و بخارا بود و سرزمینهای جنوبی آمودریا از بلخ تا چهارجوی (آمل) بخشی از خاک ایران شد.

## نگارخانه

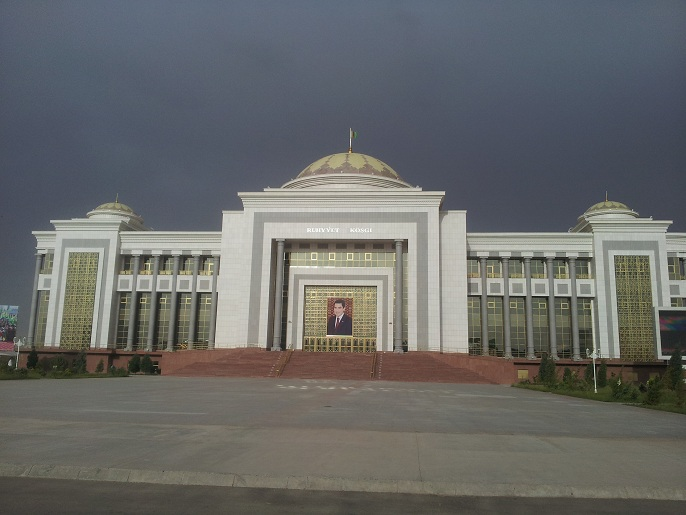
تالار شهر ترکمن‌آباد